# 圣马尔德沃
圣马尔德沃（法語：Saint-Mard-de-Vaux，法語發音：[sɛ̃ maʁ də vo]）是法国索恩-卢瓦尔省的一个市镇，属于索恩河畔沙隆区。

## 地理
圣马尔德沃（46°48'45"N, 4°41'2"E）面积6.63 平方千米，位于法国勃艮第-弗朗什-孔泰大區索恩-卢瓦尔省，该省份为法国中部省份，北起顺时针与科多尔省、汝拉省、安省、罗讷省、卢瓦尔省、阿列省和涅夫勒省接壤。
与圣马尔德沃接壤的市镇（或旧市镇、城区）包括：沙尔塞、巴里泽、沙泰勒莫龙、梅尔屈雷、德讷河畔圣贝兰、圣让德沃、德讷河畔圣莱热、圣马丹苏蒙泰居。

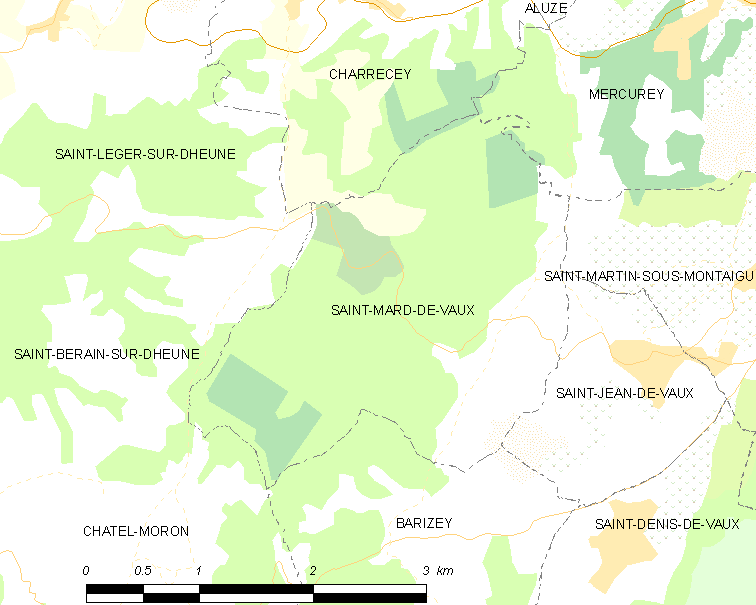
圣马尔德沃的OSM定位图

圣马尔德沃的时区为UTC+01:00、UTC+02:00（夏令时）。

## 行政
圣马尔德沃的邮政编码为71640，INSEE市镇编码为71447。

## 政治
圣马尔德沃所属的省级选区为日夫里县。

## 人口

1962-2008年间圣马尔德沃人口变化图示

圣马尔德沃于2022年1月1日时的人口数量为267人。